# Lepanus gelasinus
Lepanus gelasinus là một loài bọ cánh cứng trong họ Bọ hung (Scarabaeidae).